# Uncarina decaryi
Uncarina decaryi ist eine Pflanzenart aus der Gattung Uncarina in der Familie der Sesamgewächse (Pedaliaceae).

## Beschreibung
Uncarina decaryi wächst als kleiner Baum mit einer wenig verzweigten Krone und wird bis etwa 3 Meter hoch. Die in der Regel in 5 tiefe Lappen und 2 kleinere geteilte Blattspreite wird 12 Zentimeter lang und 13 Zentimeter breit. Die kleineren Lappen stehen an der Basis und sind manchmal nur undeutlich ausgebildet. Die Spreite kann aber auch 5-eckig und undeutlich gelappt sein oder nur mit 3 Lappen, von denen der mittlere sehr groß ist und die beiden äußeren sehr klein sind. Der Blattrand ist ganzrandig und auf der grünen Blattoberseite sind wenige einfache Haare und ebenfalls nur wenige, mit einem kurzen Stiel versehene Schleimdrüsen, angeordnet. Die mit vielen kurz gestielten Schleimdrüsen versehene Blattunterseite wirkt dadurch auffallend gräulich grün. Die Schleimdrüsen besitzen einen sternförmigen Kopf. Des Weiteren sind wenige Haare mit reduziertem Kopf an der Unterseite vorhanden.
Der Blütenstand besteht aus Cymen mit 3 bis 6 Einzelblüten, manchmal auch nur mit einer Blüte. Sie stehen für gewöhnlich nicht in dichten Büscheln, werden aber in der Vegetationsperiode immer wieder neu ausgebildet. Die gelben Blüten sind im Schlund dunkelrot gefärbt. Aus dem Schlund heraus verlaufen rote Linien zur Basis des unteren Lappens. Die zylindrische Blütenröhre wird etwa 5 Zentimeter lang.
Die seitlich zusammengedrückte Frucht ist in der Seitenansicht eiförmig und mit einem langen, schmalen und spitzen Schnabel versehen. Die Früchte werden 6 Zentimeter lang und 3 Zentimeter breit. Es werden zwei verschiedene Stachelformen auf den Früchten ausgebildet. Die bis 20 Millimeter langen Hakenstacheln stehen etwa zu fünft in einer Reihe, wobei sie nicht über den Schnabel hinaus gehen. Die Basis der Stacheln ist verbreitert. Die zahlreichen einfachen Stacheln sind etwa bis 3 Millimeter lang. Es werden keine falschen Scheidewände ausgebildet. Die verkehrt-eiförmigen Samen werden 6 Millimeter lang und 4 Millimeter breit. Die Flügel sind 0,5 Millimeter groß.

## Verbreitung und Systematik
Uncarina decaryi ist endemisch im Süden von Madagaskar, im Süden der Provinz Toliara auf sandigen Böden zwischen Gneisfelsen verbreitet. Die Art steht auf der Roten Liste der IUCN und gilt als nicht gefährdet (Least Concern).
Die Erstbeschreibung der Art erfolgte 1962 durch Jean-Henri Humbert. Diese Beschreibung stellte sich 2002 jedoch als ungültig heraus, da als Holotypus zwei verschiedene Herbarexemplare angegeben wurden. Hans-Dieter Ihlenfeldt validierte die Art 2002.